# Awad al-Anazi
Awad al-Anazi (arabisch عواد العنزي, DMG ʿAwād al-ʿAnazī; * 24. September 1968) ist ein ehemaliger saudi-arabischer Fußballspieler.

## Karriere

### Klub
Al-Anazi spielte zumindest von der Saison 1992/93 bis zur Saison 1993/94 bei al-Shabab.

### Nationalmannschaft
Sein erster bekannter Einsatz für die saudi-arabische Nationalmannschaft war am 31. Oktober 1992 beim 1:1 gegen Katar während der Gruppenphase der Asienmeisterschaft 1992. Er wurde zur 72. Minute für Abdullah al-Dosari eingewechselt. Nach einem weiteren Freundschaftsspiel Anfang Juni 1994 kam al-Anazi bei der Weltmeisterschaft 1994 beim 2:1-Sieg über Marokko in der Gruppenphase zu seinem letzten Einsatz.